# Извилистость
Изви́листость — свойство объектов или математических кривых быть извилистыми (иметь несколько плавных или ломаных изгибов, поворотов, извилин, волнистых искривлений).

## Общие сведения
Различают извилистость в плане (двумерная) и в пространстве (трёхмерная). Извилистость совместно со сдвигом или другим дополнительным перемещением (в плане или в пространстве) может приводить к спиральности или другим сложным свойствам объектов.
Наиболее простым способом оценки степени извилистости является коэффициент извилистости — отношение длины объекта к длине линии, соединяющей начало и конец этой линии. (Коэффициент извилистости водотока — отношение длины водотока от истока до устья к длине долины (по тальвегу).
Применительно к автомобильной дороге под «извилиной» понимается любое закругление на автомобильной дороге, а «извилистость» означает количество закруглений, приходящихся на единицу длины дороги.
Для определения длины извилистых линий на картах или схемах используют курвиметр или циркуль-измеритель.

## Примеры извилистости
Извилистые объекты:
- Извилистость мозга
- Извилистость морских течений
- Извилистость (спиралевидность) ДНК
- Меандрирование (извилистость) реки
- Извилистость кишечника.

- Мозг человека
- Течение Гольфстрим
- Дезоксирибонуклеиновая кислота (ДНК)
- Меандрирование реки

Извилистые математические кривые:
- Синусоида
- Косинусоида